# Berndorf, Baden
Berndorf là một thị trấn ở huyện Baden trong bang Niederösterreich ở nước Áo. Đô thị này có diện tích 17,57 km², dân số năm 2001 là 8728 người. 
Thị trấn có 4 khu:
- Berndorf-Stadt
- St. Veit
- Ödlitz
- Veitsau / Steinhof

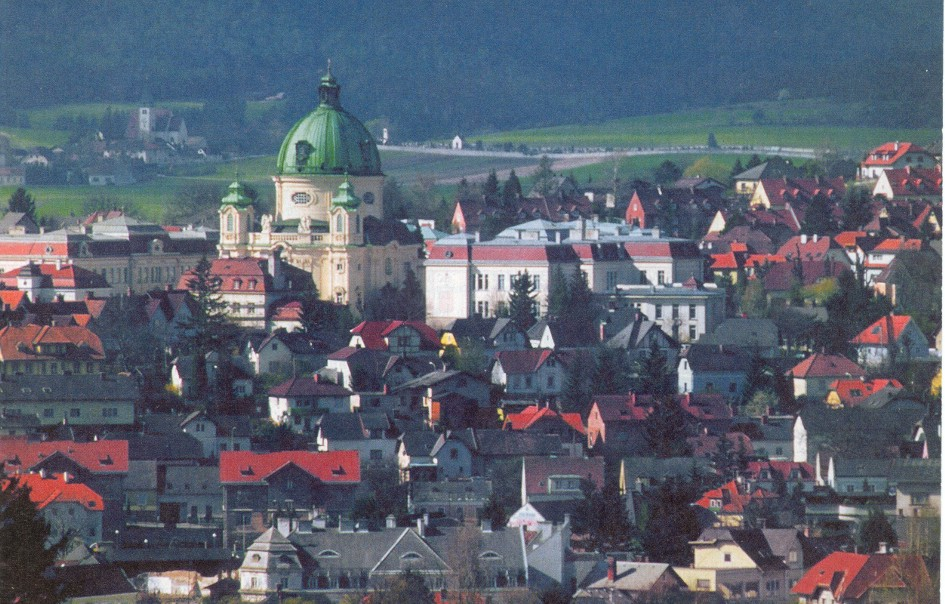
Berndorf Stadt
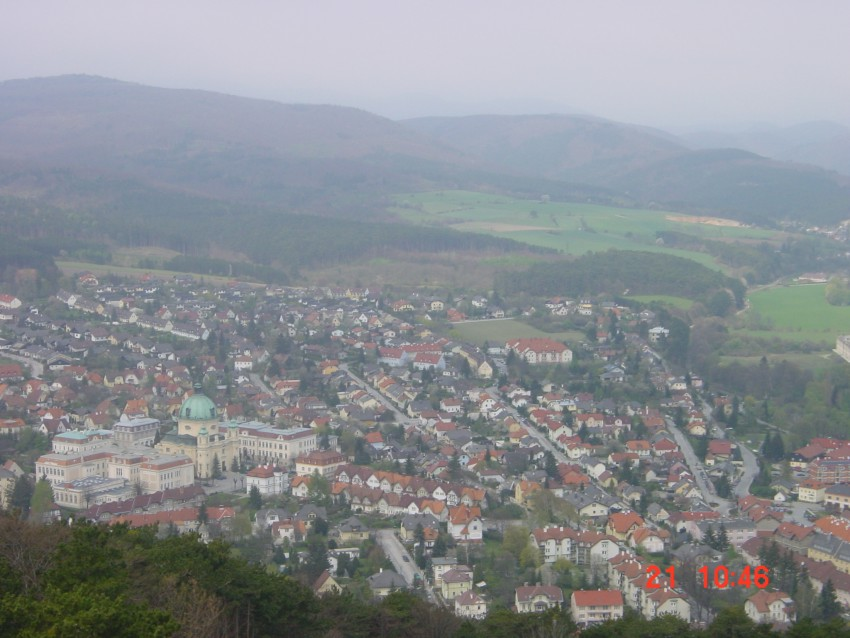
Berndorf from Guglzipf

## Kết nghĩa
- Ōhasama (Nhật Bản, nay thuộc Hanamaki)
- Sigmundsherberg